# Una spirale di nebbia
Una spirale di nebbia (wörtlich: Eine Spirale aus Nebel) ist ein italienisch-französischer Film aus dem Jahr 1977 mit Claude Jade, Marc Porel, Carole Chauvet und Duilio del Prete. Regie führte Eriprando Visconti.

## Handlung
Der Film schildert die Ehen in einer norditalienischen Familie der Großbourgeoisie: die Fabrizios mit Valeria und die seiner Cousine Maria Teresa mit Marcello.
Bei einem Bootsausflug macht Maria Teresa ihren Cousin Fabrizio mit Valeria bekannt. Die Beziehung Fabrizios mit Valeria ist leidenschaftlich. Maria Teresa, die nicht als „altes Mädchen“ enden will, heiratet den Anwalt Marcello. Dessen Impotenz belastet die junge Ehe. So entschließt sich Valeria, Maria Teresa mit dem Anwalt Cesare Molteni zu verkuppeln. Doch Maria Teresa macht im letzten Augenblick einen Rückzieher. Als bei einem Jagdausflug Valeria getötet wird, gerät Fabrizio unter Mordverdacht. Nun will Maria Teresa mit Hilfe ihres Mannes Fabrizios Unschuld beweisen. Doch Marcello lehnt ab und die Familie sucht nach Anwälten für den Untersuchungsrichter Renato Marinoni. Der befindet sich nun ebenfalls in der „Nebelspirale“ der San Germano, in die auch die Krankenschwester Lavinia gerät, die Fabrizio behandelt. Im Stil seines Onkels Luchino verwebt Eriprando Visconti nun die Paare: Um das Zentrum von Fabrizio und Valeria und von Maria Teresa und Marcello wirbeln nun auch Richter Marinoni und Freundin Lidia wie auch Krankenschwester Lavinia und Arzt Vittorio. Marcello konfrontiert Maria Teresa mit der Schwangerschaft des Dienstmädchens Armida. Er sei der Vater. Maria Teresa findet heraus, dass Chauffeur Alfredo der Vater ist und begehrt endlich auf gegen das Spinnennetz des Clans…

## Kritik
„Der Schnitt ist flott und gekonnt, die Außenfotografie funktional, das Ambiente ansehnlich; aber der Film bleibt auf dem Boden und konzentriert sich auf das Ergebnis der schonungslosen Familien- und Paar-Analyse“ schreibt der Corriere della Sera.

## Hintergründe
Seine filmgeschichtliche Bedeutung hat "Una spirale di nebbia" (in Frankreich als "Une spirale de brume" und unter dem spekulativen Titel "Caresses bourgeoises" aufgeführt), eine „psychologische Detektivgeschichte“, als Erbe der Filme Luchino Viscontis. Von seinem Neffen Eriprando inszeniert, seziert der Film nach einem preisgekrönten Roman von Michele Prisco die norditalienische Bourgeoisie am Beispiel zweier Beziehungen.
Claude Jade war anfangs für die Rolle der Valeria vorgesehen. Visconti erkannte jedoch das Potential der Schauspielerin zur Melancholie und Traurigkeit. So besetzte er sie als Maria-Teresa. 
Neben Marc Porel besetzte Visconti für kleinere Rollen weitere Stammschauspieler seines Onkels.